# Női 1 méteres műugrás a 2014-es nemzetközösségi játékokon
A női 1 méteres műugrást a 2014-es nemzetközösségi játékokon augusztus 1-jén rendezték meg az edinburgh-i Royal Commonwealth Pool-ban. Délelőtt a selejtezőt, késő délután pedig a döntőt.
A viadalt a kanadai Jennifer Abel nyerte, megvédve négy évvel korábban, Delihiben szerzett bajnoki címét. Az ausztrál Maddison Keeney végzett a második helyen, míg a bronzérmet honfitársa, Esther Qin szerezte meg.

## Eredmények
| #  | Tagállam   | Név                  | Selejtező | Selejtező | Döntő   | Döntő  |
| #  | Tagállam   | Név                  | Rangsor   | Pontok    | Rangsor | Pontok |
| -- | ---------- | -------------------- | --------- | --------- | ------- | ------ |
|    | Kanada     | Jennifer Abel        | 5         | 264,50    | 1       | 287,25 |
|    | Ausztrália | Maddison Keeney      | 3         | 275,20    | 2       | 281,95 |
|    | Ausztrália | Esther Qin           | 1         | 283,50    | 3       | 278,65 |
| 4  | Ausztrália | Georgia Sheehan      | 10        | 248,75    | 4       | 278,60 |
| 5  | Skócia     | Gracie Reid          | 7         | 257,90    | 5       | 269,40 |
| 6  | Kanada     | Pamela Ware          | 2         | 278,40    | 6       | 265,10 |
| 7  | Anglia     | Hannah Starling      | 8         | 252,40    | 7       | 264,05 |
| 8  | Malajzia   | Cheong Jun Hoong     | 4         | 265,80    | 8       | 260,00 |
| 9  | Anglia     | Rebecca Gallantree   | 6         | 260,35    | 9       | 259,20 |
| 10 | Anglia     | Alicia Blagg         | 11        | 237,05    | 10      | 257,50 |
| 11 | Kanada     | Emma Friesen         | 9         | 249,25    | 11      | 249,40 |
| 12 | Malajzia   | Traisy Vivien Tukiet | 12        | 219,30    | 12      | 205,75 |
|    |            |                      |           |           |         |        |
| 13 | Tonga      | Maria Zarka          | 13        | 172,45    |         |        |